# أحمد بن أبي الجبر
مهذب الدولة أبو العباس أحمد بن أبي الجبر الليثي الكناني ، ملك البطيحة وهي فضائل المياه بين ميسان والبصرة جنوب العراق بين القرن الخامس والقرن السادس الهجري.

## نسبه
- هو: مهذب الدولة أبو العباس أحمد بن محمد بن عبيد بن جبر بن أبي الجبر وهو سليمان بن منصور بن إسماعيل بن مالك بن طريف الليثي الكناني من بني ليث بن بكر بن عبد مناة بن كنانة بن خزيمة من مضر من عدنان.

## سيرته
أمير البطيحة، كان مهيباً سمحاً براً. بنى البَطيحة وأسسها وملكها وكانت بينه وبين ملك الدولة المزيدية سيف الدولة صدقة المزيدي نزاعات وخلافات.

## نزاعه مع سيف الدولة المزيدي
اختلف سيف الدولة صدقة بن منصور المزيدي ومهذب الدولة السعيد ابن أبي الجبر صاحب البطيحة وانضاف حماد بن أبي الجبر إلى صدقة وأظهر معاداة ابن عمه مهذب الدولة ثم اتفقوا.
وكان سبب ذلك أن صدقة لما أقطعه السلطان محمد مدينة واسط ضمنها منه مهذب الدولة واستناب في الأعمال أولاده وأصحابه فمدوا أيديهم في الأموال وفرطوا فيها وفرقوها فلما انقضت السنة طالبه صدقة بالمال وحبسه ثم سعى في خلاصه بدران بن صدقة وهو صهر مهذب الدولة فأخرجه من الحبس وأعاده إلى بلده البطيحة.
وضمن حماد بن أبي الجبر واسط فانحل على مهذب الدولة كثير من أمره فآل الأمر إلى الاختلاف بعد الاتفاق فإن المصطنع إسماعيل جد حماد والمختص محمدًا والد مهذب الدولة أخوان وهما ابنا أبي الجبر وكانت إليهما رئاسة أهلهما وجماعتهما فهلك المصطنع وقام ابنه أبو السيد المظفر والد حماد مقامه وهلك المختص محمد وقام ابنه مهذب الدولة مقامه وصارا يتنازعان ابن الهيثم صاحب البطيحة ويقاتلانه إلى أن أخذه مهذب الدولة أيام كوهرائين وسلمه إلى كوهرائين فحمله إلى أصبهان فهلك في طريقها.
فعظم أمر مهذب الدولة وصيره كوهرائين أمير البطيحة فصار ابن عمه وجماعة تحت حكمه.
وكان حماد شابًا فأكرمه مهذب الدولة وزوجه بنتًا له وزاد في إقطاعه فكثر ماله فصار يحسد مهذب الدولة ويضمر بغضه وربما ظهر في بعض الأوقات وكان مهذب الدولة يداريه بجهده فلما هلك كوهرائين انتقل حماد عن مهذب الدولة وأظهر ما في نفسه فاجتهد مهذب الدولة في إعادته إلى ما كان فلم يفعل فسكت عنه فجمع النفيس بن مهذب الدولة جمعًا وقصد حمادًا فهرب منه إلى سيف الدولة بالحلة فأعاده صدقة ومعه جماعة من الجند فحشد مهذب الدولة فأرسل حماد إلى صدقة يعرفه ذلك فأرسل إليه كثيرًا من الجند فقوي عزم مهذب الدولة على المحاربة لئلا يظن به العجز فأشار عليه أهله بترك الخروج من موضعه لحصانته فلم يفعل وسير سفنه وأصحابه في الأنهر فجعل حماد وأخوه له الكمناء واندفعوا من بين أيديهم فطمع أصحاب مهذب الدولة وتبعوهم فخرج عليهم الكمناء فلم يسلم منهم إلا من لم يحضر أجله فقتل منهم وأسر خلق كثير فقوي طمع حماد وأرسل إلى صدقة يستنجده فأرسل إليه مقدم جيشه سعيد بن حميد العمري وغيره من المقدمين وجمعوا السفن ليقاتلوا مهذب الدولة فرأوا أمرًا محكمًا فلم يمكنهم الدخول إليه.
وكان حماد بخيلًا ومهذب الدولة جوادًا فأرسل إلى سعيد بن حميد الإقامات الوافرة والصلات الكثيرة واستماله فمال إليه واجتمع به وتقرر الأمر على أن أرسل مهذب الدولة ابنه النفيس إلى صدقة فرضي عنه وأصلح بينهم وبين حماد ابن عمهم وعادوا إلى حال حسنة من الاتفاق وكان صلحهم في ذي الحجة سنة خمسمائة.

## شعره
كان مهذب الدولة شاعرا فصيحا عذب الكلمات ومن شعره: